# Thomas Addison
Thomas Adison (n. 2 aprilie 1793 - d. 29 iunie 1860) a fost medic englez, celebru pentru cerecetările sale în domeniul pneumoniei, tuberculozei și altor maladii. A fost primul care a descris insuficiența glandelor suprarenale, denumită ulterior "bola lui Addison" și a anemiei pernicioase ("anemia Addison (- Biermer")).

## Opera

### Scrieri
- De Syphilide et Hydrargyro. Lucrare de doctorat, Universitatea din Edinburgh, 1815. (Despre sifilis și mercur)
- An Essay on the Operation of Poisonous Agents upon the Living Body. (1797 - 1847), Londra, Longman Rees, 1829. (Prima carte în engleză despre efectele otrăvurilor).
- Observations on the Disorders of Females Connected with Uterine Irritation. Londra 1830.
- Observations on Fatty Degeneration of the Liver.
- Elements of the Practice of Medicine. 3 volume, Londra, 1836 - 1839.
- On the influence of electricity, as a remedy in certain convulsive and spasmodic diseases. Guy’s Hospital Reports, Londra, 1837, 2: 493-507. (Primul studiu privind terapia prin electricitate statică).
- Observations on the Anatomy of the Lungs. 1840. În: Collected Writings, Londra, 1868.
- Observations on Pneumonia and its Consequences. În: Guy's Hospital Reports, seria a II-a, 1843, 1: 365-402.
- On the Pathology of Phthisis. Guy's Hospital Reports, Londra 1845, 3: 1-38.
- Chronic Suprarenal Insufficiency, Usually due to Tuberculosis of Suprarenal Capsule. (Prima descriere a Morbus Addison). În: London Medical Gazette, n.s. 1849, 43: 517-518.
- On a Certain Affection of the Skin, Vitilgoidea - a. plana, b. tuberosa. Guy's Hospital Reports, Londra, seria a II-a, 1851, 7: 265-276.
- On the Constitutional and Local Effects of Disease of the Supra-renal Capsules. Londra, 1855.
- On the keloid of Alibert, and on true keloid. Medico-Chirurgical Transactions, Londra, 1854, 37: 27-47.